# Студенце (Храстник)
Студенце (словен. Studence) — поселення в общині Храстник, Засавський регіон, Словенія. Висота над рівнем моря: 380,7 м.